# Automolis kamitugensis
Automolis kamitugensis là một loài bướm đêm thuộc phân họ Arctiinae, họ Erebidae.